# Чебан, Иван Дмитриевич
Иван Дмитриевич Чебан — советский хозяйственный, государственный и политический деятель.

## Биография
Родился в 1910 году в селе Кулная-Веке. Член ВКП(б) с 1943 года.
Выпускник Тираспольского педагогического института. С 1933 года — на хозяйственной, общественной и политической работе. В 1933—1976 гг. — на педагогической и научной работе, во время Великой Отечественной войны на литературной и пропагандистской работе, ответственный редактор газеты «За Советскую Молдавию», в радиокомитете, директор Института истории, языкознания и литературы АН Молдавской ССР, директор Кишинёвского педагогического института, начальник Сектора фольклористики АН Молдавской ССР.
Избирался депутатом Верховного Совета СССР 2-го, 3-го и 4-го созывов.

## Сочинения
- Граматика лимбий молдовенешть, ултима ед. 1963;
- Скице де фолклор молдовенеск, 1965;
- Поезия лирикэ популарэ молдовеняскэ, 1975.